# My bébé
My bébé is een lied van de Belgische rapper Bryan Mg en Nederlandse rapper Frenna. Het werd in 2019 als single uitgebracht en stond in 2020 als elfde track op het album Mgseason 2 van Bryan Mg. 

## Achtergrond
My bébé is geschreven door Francis Junior Edusei en Bryan Mumvudi Gazombo en geproduceerd door Spanker en Vanno. Het is een nummer uit het genre nederhop met effecten uit de dancehall. In het lied wordt de Nederlandse taal vaak afgewisseld met de Engelse. De artiesten rappen en zingen in het nummer over hun geliefde en hoeveel ze van haar houden. De single heeft in Nederland de platina status.

## Hitnoteringen
De artiesten hadden succes met het lied in de hitlijsten van Nederland. Het piekte op de elfde plaats van de Single Top 100 en stond 23 weken in deze hitlijst. De Top 40 werd niet bereikt; het lied bleef steken op de tweede positie van de Tipparade.